# شاهرخ آباد (مقاطعة فهرج)
شاهرخ‌آباد (بالفارسية: شاهرخ‌آباد) هي قرية تقع في البلدة المركزية في إيران. يقدر عدد سكانها بـ 27 نسمة .